# Nina Horvat
Nina Horvat (Zagreb, 9. veljače 1989.), hrvatska dramatičarka i dramaturginja.
Diplomirala je dramaturgiju na Akademiji dramske umjetnosti u Zagrebu. Umjetnička je voditeljica Teatra Tirena u kojem radi i kao dramska pedagoginja te vodi kazališne radionice. Kao dramaturginja radila je na predstavama „Raditi! Raditi... / pokušaji 6, 9, 11“, „Dvolična igra“, „S/nalazim/se“, „Genijalni genije“, „To je to?“, “MetODA za brak” i “D(n)o dna”. U produkciji Hrvatskog radija snimljene su i emitirane njezine radiodrame “Izgledaš isto kao ona” i “Mirni gaj”. Drama „Tri treća tromjesečja“ objavljena je u književnom časopisu Fantom. 

## Praizvedbe
- 2012. Ružičasta sanjarica, režija: Ivica Šimić, Mala scena, Zagreb (po romanu Silvija Šesto Stipaničić)
- 2012. Dok nas smrt ne rastavi, režija: Frana Marija Vranković, Gradsko kazalište Jastrebarsko, Jastrebarsko
- 2012. I živjeli su sretno…?, režija: Frana Marija Vranković, Scena Gorica, Velika Gorica
- 2013. Tko je to izumio, režija: Frana Marija Vranković, Teatar Tirena, Zagreb
- 2014. Preko grma, preko trna... (priče iz hrvatskih narodnih predaja), režija: Frana Marija Vranković, Teatar Tirena, Zagreb
- 2015. Mala vještica, režija: Ivica Šimić, Mala scena, Zagreb (po romanu Otfrieda Prreusslera)
- 2016. I živjele su sretno…?, režija: Frana Marija Vranković, Scena Gorica, Velika Gorica
- 2017. Tri treća tromjesečja, režija: Frana Marija Vranković, Gradsko kazalište "Joza Ivakić", Vinkovci
- 2019. Iza ograde, režija: Jelena Hadži-Manev, Gradsko kazalište Požega

## Nagrade
- 2009. Marin Držić (Ministarstvo kulture) za dramu Dok nas smrt ne rastavi
- 2013. Mali Marulić (Festival hrvatske drame za djecu) za dramu Ružičasta sanjarica
- 2013. Teatar.hr Nagrada Publike (Teatar.hr) za dramu I živjeli su sretno...?

Umjetnička je voditeljica Teatra Tirena u kojem radi i kao dramska pedagoginja te vodi kazališne radionice.